# Comuna Suhodil, Huseatîn
Suhodil (în ucraineană Суходіл) este o comună în raionul Huseatîn, regiunea Ternopil, Ucraina, formată din satele Bondarivka și Suhodil (reședința).

## Demografie
Componența lingvistică a comunei Suhodil
     Ucraineană (99,74%)
     Alte limbi (0,26%)
Conform recensământului din 2001, majoritatea populației comunei Suhodil era vorbitoare de ucraineană (99,74%), existând în minoritate și vorbitori de alte limbi.